# Crataegus dahurica
Crataegus dahurica är en rosväxtart som beskrevs av Emil Bernhard Koehne och Camillo Karl Schneider. Crataegus dahurica ingår i Hagtornssläktet som ingår i familjen rosväxter. Utöver nominatformen finns också underarten C. d. laevicalyx.

## Bildgalleri

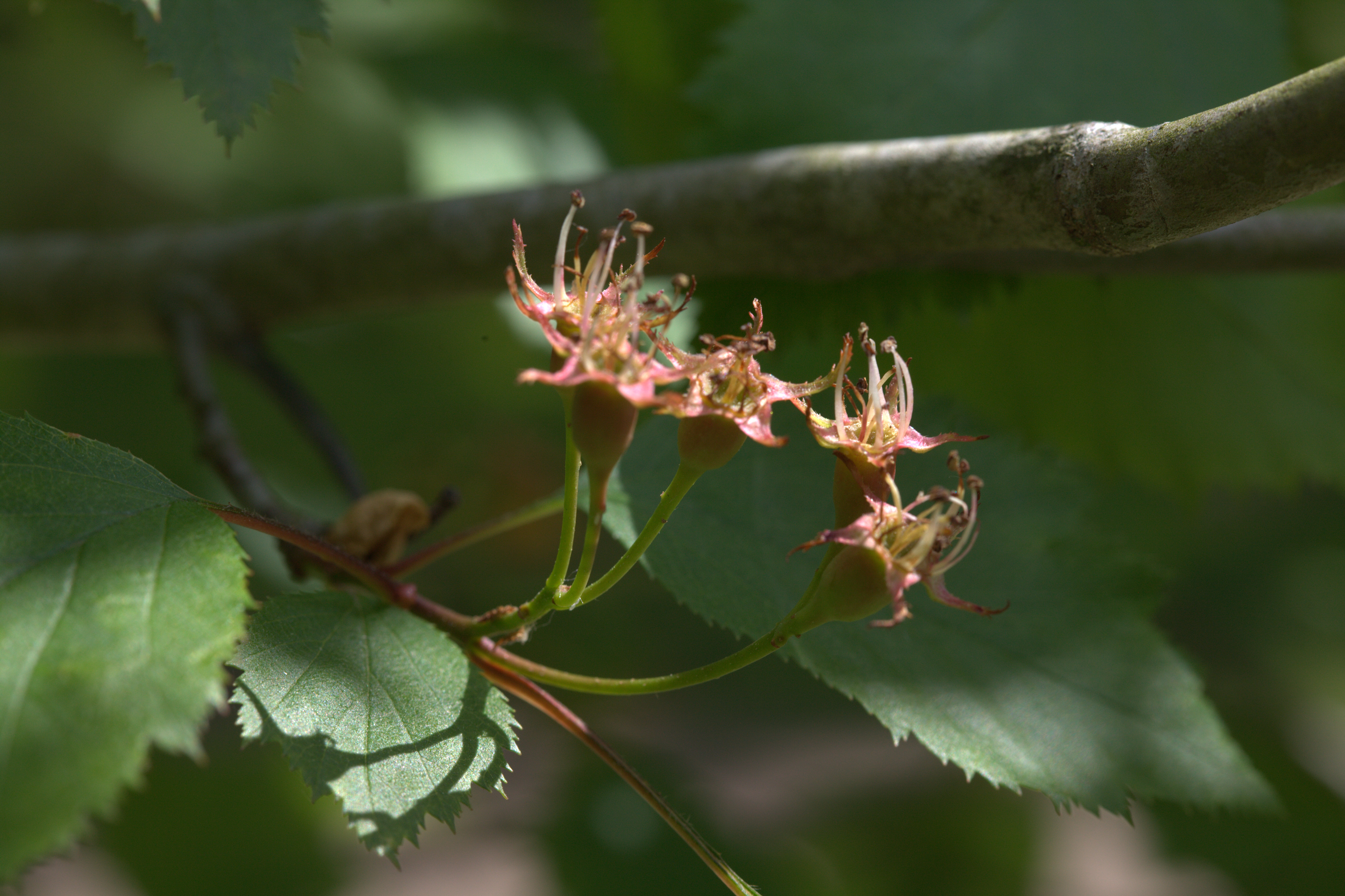
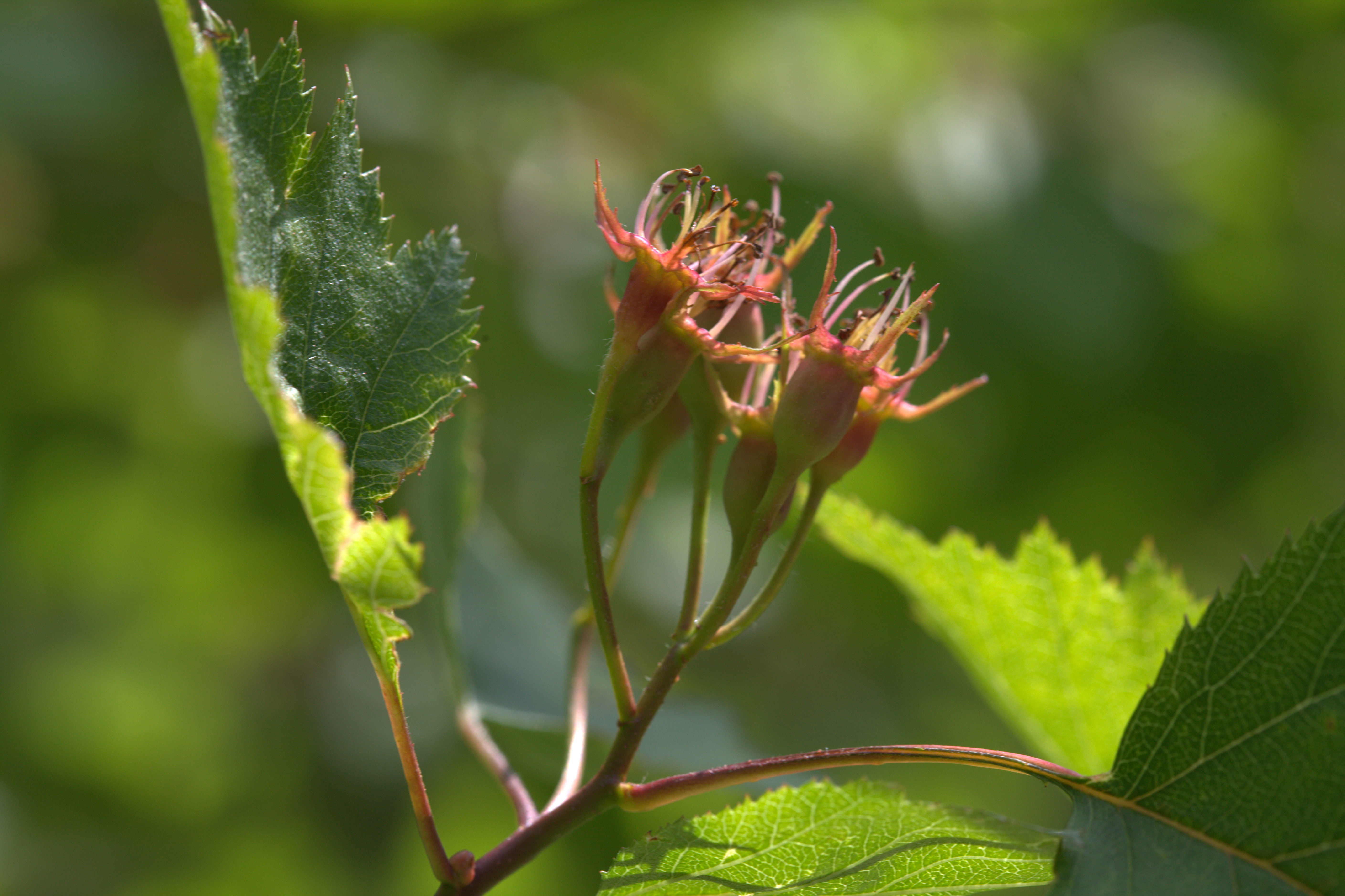
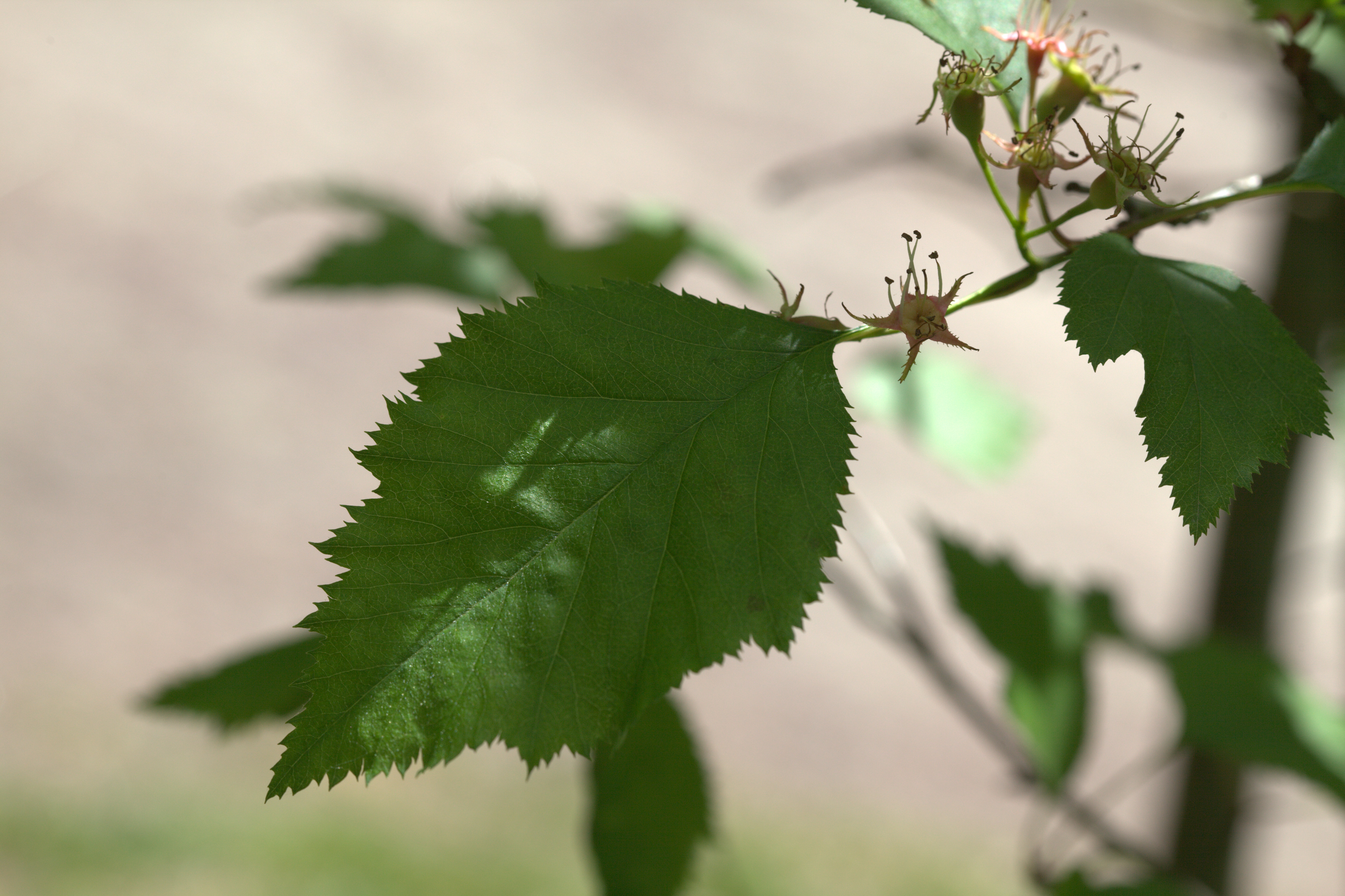
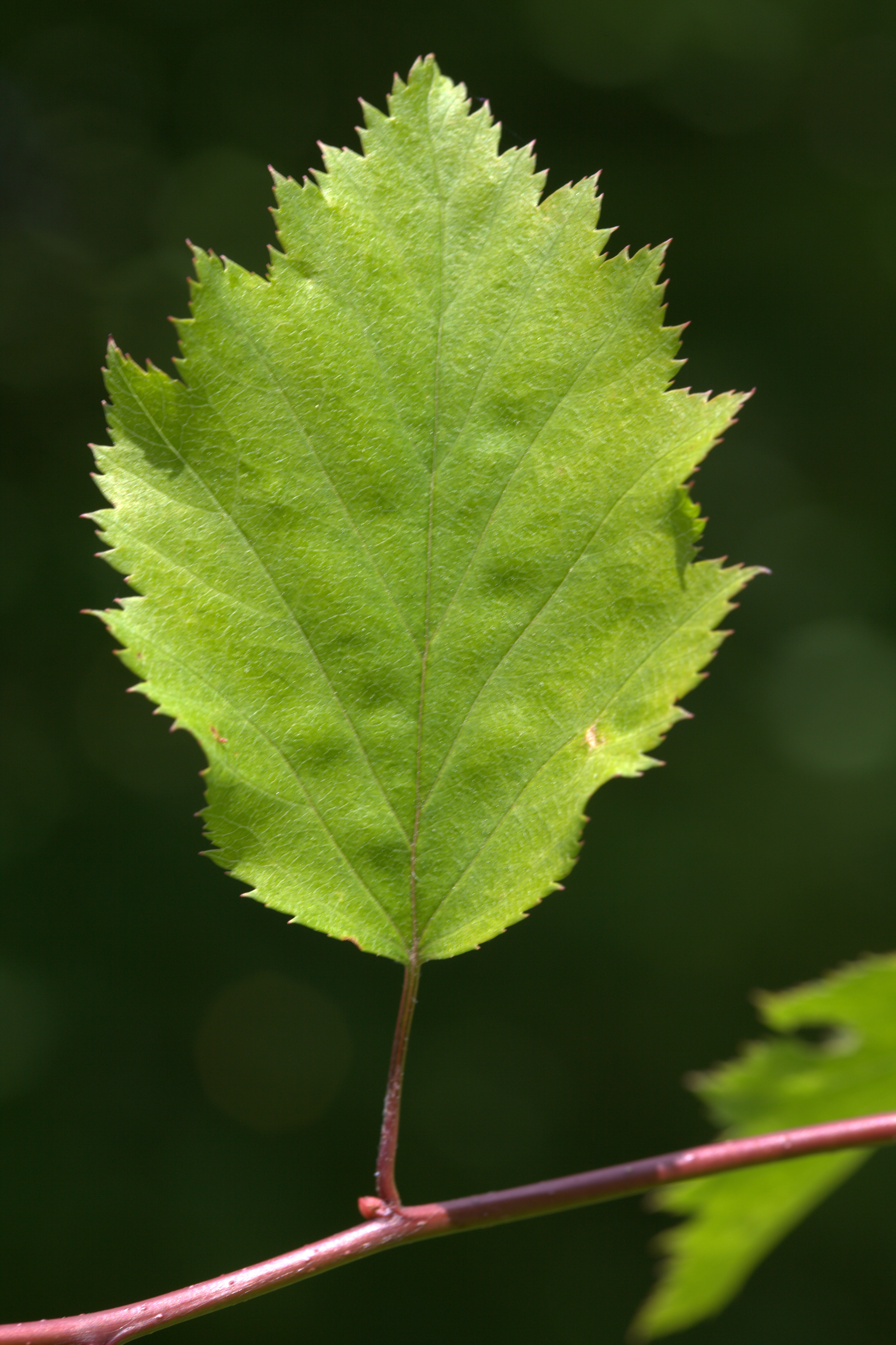
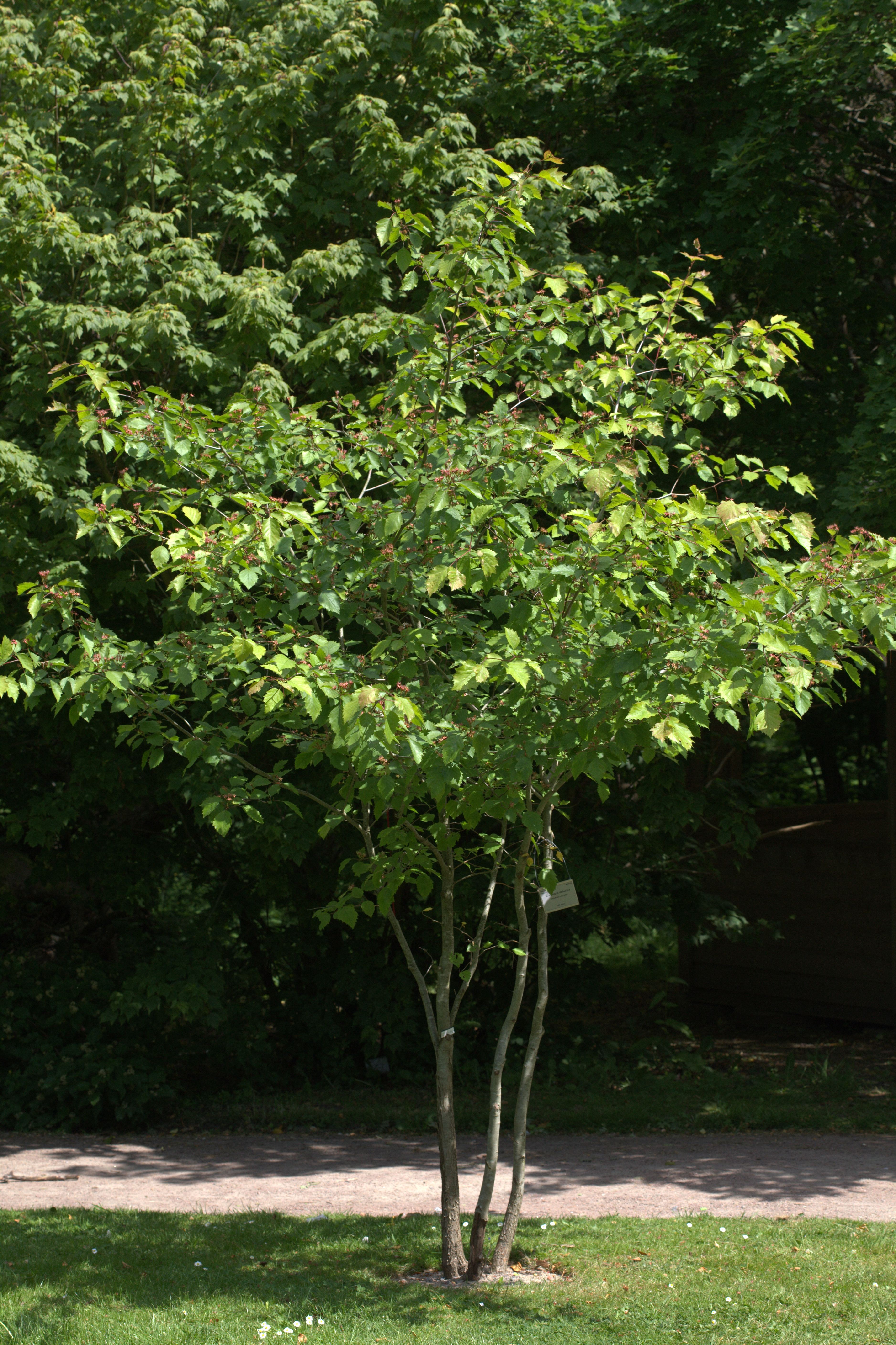